# 대구 동구의 행정 구역
대구광역시 동구의 행정 구역은 22개 행정동으로 구성되어 있다. 대구 동구의 면적은 대구시 전체 면적의 20%에 해당하는 182.22km2의 넓은 면적을 가지고 있다. 인구는 2012년 9월 1일을 기준으로 다음과 같다.

## 행정 구역
| \| 행정동 \| 한자 \| 면적 \| 세대 \| 인구 \| \| ----------- \| ----------- \| ----- \| ------- \| ------- \| \| 신암1동 \| 新岩1洞 \| 0.61 \| 5,987 \| 13,607 \| \| 신암2동 \| 新岩2洞 \| 0.38 \| 4,366 \| 10,960 \| \| 신암3동 \| 新岩3洞 \| 0.61 \| 4,523 \| 10,087 \| \| 신암4동 \| 新岩4洞 \| 1.18 \| 8,676 \| 19,334 \| \| 신암5동 \| 新岩5洞 \| 0.57 \| 3,753 \| 9,110 \| \| 신천1·2동 \| 新川1·2洞 \| 0.47 \| 6,094 \| 15,129 \| \| 신천3동 \| 新川3洞 \| 0.70 \| 5,290 \| 13,337 \| \| 신천4동 \| 新川4洞 \| 0.78 \| 4,430 \| 9,714 \| \| 효목1동 \| 孝睦1洞 \| 1.38 \| 7,024 \| 16,696 \| \| 효목2동 \| 孝睦2洞 \| 0.72 \| 7,176 \| 17,693 \| \| 도평동 \| 道坪洞 \| 19.23 \| 2,138 \| 5,430 \| \| 불로·봉무동 \| 不老·鳳舞洞 \| 7.98 \| 5,595 \| 14,124 \| \| 지저동 \| 枝底洞 \| 1.94 \| 4,880 \| 11,940 \| \| 동촌동 \| 東村洞 \| 5.34 \| 5,942 \| 14,412 \| \| 방촌동 \| 芳村洞 \| 1.24 \| 7,825 \| 21,573 \| \| 해안동 \| 解顔洞 \| 13.29 \| 7,475 \| 18,890 \| \| 안심1동 \| 安心1洞 \| 3.34 \| 17,263 \| 42,881 \| \| 안심2동 \| 安心2洞 \| 13.54 \| 4,215 \| 10,967 \| \| 안심3동 \| 安心3洞 \| ? \| ? \| ? \| \| 안심4동 \| 安心4洞 \| ? \| ? \| ? \| \| 혁신동 \| 革新洞 \| ? \| ? \| ? \| \| 공산동 \| 公山洞 \| 83.70 \| 6,379 \| 16,515 \| \| 동구 계 \| 東區 \| 182 \| 136,006 \| 341,596 \| |             |       |         |         |
| 행정동 | 한자        | 면적  | 세대    | 인구    |
| 신암1동 | 新岩1洞     | 0.61  | 5,987   | 13,607  |
| 신암2동 | 新岩2洞     | 0.38  | 4,366   | 10,960  |
| 신암3동 | 新岩3洞     | 0.61  | 4,523   | 10,087  |
| 신암4동 | 新岩4洞     | 1.18  | 8,676   | 19,334  |
| 신암5동 | 新岩5洞     | 0.57  | 3,753   | 9,110   |
| 신천1·2동 | 新川1·2洞   | 0.47  | 6,094   | 15,129  |
| 신천3동 | 新川3洞     | 0.70  | 5,290   | 13,337  |
| 신천4동 | 新川4洞     | 0.78  | 4,430   | 9,714   |
| 효목1동 | 孝睦1洞     | 1.38  | 7,024   | 16,696  |
| 효목2동 | 孝睦2洞     | 0.72  | 7,176   | 17,693  |
| 도평동 | 道坪洞      | 19.23 | 2,138   | 5,430   |
| 불로·봉무동 | 不老·鳳舞洞 | 7.98  | 5,595   | 14,124  |
| 지저동 | 枝底洞      | 1.94  | 4,880   | 11,940  |
| 동촌동 | 東村洞      | 5.34  | 5,942   | 14,412  |
| 방촌동 | 芳村洞      | 1.24  | 7,825   | 21,573  |
| 해안동 | 解顔洞      | 13.29 | 7,475   | 18,890  |
| 안심1동 | 安心1洞     | 3.34  | 17,263  | 42,881  |
| 안심2동 | 安心2洞     | 13.54 | 4,215   | 10,967  |
| 안심3동 | 安心3洞     | ?     | ?       | ?       |
| 안심4동 | 安心4洞     | ?     | ?       | ?       |
| 혁신동 | 革新洞      | ?     | ?       | ?       |
| 공산동 | 公山洞      | 83.70 | 6,379   | 16,515  |
| 동구 계 | 東區        | 182   | 136,006 | 341,596 |

## 법정동
| 행정동      | 법정동 |
| ----------- | --- |
| 공산동      | 내동(內洞), 능성동(能城洞), 덕곡동(德谷洞), 도학동(道鶴洞), 미곡동(米谷洞), 미대동(美垈洞), 백안동(百安洞), 송정동(松亭洞), 신무동(新武洞), 신용동(新龍洞), 용수동(龍水洞), 중대동(中大洞), 지묘동(智妙洞), 진인동(眞仁洞) |
| 도평동      | 도동(道洞), 평광동(坪廣洞), 검사동(檢沙洞) (일부) |
| 동촌동      | 검사동(檢沙洞) (일부), 입석동(立石洞) (일부) |
| 방촌동      | 방촌동(芳村洞) (일부) |
| 해안동      | 방촌동(芳村洞) (일부), 둔산동(屯山洞), 부동(釜洞), 신평동(新坪洞) |
| 불로·봉무동 | 불로동(不老洞) (일부), 봉무동(鳳舞洞), 지저동(枝底洞) (일부) |
| 신암1동     | 신암동(新岩洞) |
| 신암2동     | 신암동(新岩洞) |
| 신암3동     | 신암동(新岩洞) |
| 신암4동     | 신암동(新岩洞) |
| 신암5동     | 신암동(新岩洞) |
| 신천1·2동   | 신천동(新川洞) |
| 신천3동     | 신천동(新川洞) |
| 신천4동     | 신천동(新川洞) |
| 안심1동     | 신기동(新基洞), 율하동(栗下洞) |
| 안심2동     | 매여동(梅餘洞), 상매동(上梅洞), 용계동(龍溪洞), 율암동(栗岩洞) |
| 안심3동     | 동호동(東湖洞) (일부), 신서동(新西洞) (일부), 각산동(角山洞) (일부), 괴전동(槐田洞) (일부), 금강동(琴江洞), 대림동(大林洞) (일부), 사복동(司福洞) (일부), 숙천동(淑泉洞) (일부)                                            |
| 안심4동     | 각산동(角山洞) (일부), 동호동(東湖洞) (일부), 서호동(西湖洞), 신서동(新西洞) (일부) |
| 혁신동      | 각산동(角山洞) (일부), 신서동(新西洞) (일부), 동내동(東內洞), 괴전동(槐田洞) (일부), 금강동(琴江洞) (일부), 대림동(大林洞) (일부), 사복동(司福洞) (일부), 숙천동(淑泉洞) (일부), 내곡동(內谷洞)                            |
| 지저동      | 불로동(不老洞) (일부), 지저동(枝底洞) (일부), 입석동(立石洞) (일부) |
| 효목1동     | 효목동(孝睦洞) |
| 효목2동     | 효목동(孝睦洞) |

## 연혁
- 1938년 10월 1일 달성군 수성면을 대구부에 편입하였다.
- 1938년 11월 2일 편입한 수성면 일대에 대구부 동부출장소를 설치하였다.
- 1949년 8월 15일 대구시 동부출장소로 개칭하였다.
- 1951년 6월 9일 동부출장소 관할 대명동, 봉덕동을 신설 남부출장소에 편입하였다.
- 1958년 1월 1일 달성군 동촌면을 대구시에 편입하여, 동촌출장소를 설치하였다.
- 1963년 1월 1일 구제 실시로 동부·동촌출장소 통합 대구시 동구로 승격하였다.[2] (24법정동)

| 법률 제1174호 대구시구설치에관한법률                                                                    | |
| 구 행정구역 (법정동)                                                                                    | 신 행정구역                                                                                            |
| 대구시 신암동·신천동·효목동·만촌동·범어동·황청동·지산동·범물동·두산동·상동·중동·수성동(동부출장소)·파동 | 대구시 동구 신암동·신천동·효목동·만촌동·범어동·황청동·지산동·범물동·두산동·상동·중동·수성동·파동       |
| 대구시 평광동·봉무동·불로동·도동·지저동·입석동·검사동·방촌동·둔산동·부동·신평동(동촌출장소)             | 대구시 동구 평광동·봉무동·불로동·도동·지저동·입석동·검사동·방촌동·둔산동·부동·신평동 → 동구 동촌출장소 |
- 1963년 1월 16일 동촌출장소 설치하였다.[3]
- 1965년 2월 1일 동 행정구역 개편, 통폐합하였다.[4] (33행정동)

33행정동 - 신암1동, 신암2동, 신암3동, 신암4동, 신천1동, 신천2동, 신천3동, 신천4동, 신천5동, 효목동, 만촌1동, 만촌2동, 범어동, 황청동, 지산동, 범물동, 두산동, 상동, 중동, 수성동, 파동, 평광동, 봉무동, 불로동, 도동, 지저동, 입석동, 검사1동, 검사2동, 방촌동, 부동, 둔산동, 신평동
- 1966년 1월 1일 법정동 수성동을 분동하고,[5] 행정동 수성동을 수성1·2·3가동으로 개칭하였다.(26법정동)

| 시조례 제416호       |                                           |
| 구 행정구역 (법정동) | 신 행정구역                               |
| 대구시 동구 수성동   | 대구시 동구 수성동1가·수성동2가·수성동3가 |
- 1970년 7월 1일 신암1동이 신암5동으로, 신암3동이 신암6동으로 분동하였다.[6] (35행정동)
- 1975년 10월 1일 북구 복현동 일부 동구 신암동에 편입, 신암동 일부 북구에 편입, 신암3동, 신암6동 폐지, 신암5동을 신암3동으로 개칭, 검사1동, 검사2동을 검사동으로 합동, 범어동을 범어1동, 범어2동으로, 수성1·2·3가동이 수성1가동, 수성2·3가동으로 분동하였다. (34행정동)

| 대통령령 제7816호 구의증설및관할구역변경에관한규정 |                    |
| 구 행정구역 (법정동)                               | 신 행정구역        |
| 대구시 동구 신암동 일부                            | 대구시 북구 대현동 |
- 1976년 8월 1일 동촌출장소가 대구시 직할출장소로 승격하였다.[7]

동구청 - 23행정동 15법정동
동촌출장소 - 11행정동 11법정동
- 1977년 12월 1일 황청동이 황금동으로 개칭하였다.

| 시조례 제1086호      |                    |
| 구 행정구역 (법정동) | 신 행정구역        |
| 대구시 동구 황청동   | 대구시 동구 황금동 |
- 1979년 5월 1일 효목동을 효목1동, 효목2동으로 분동하였다.[8] (35행정동)
- 1980년 4월 1일 동구에서 수성구가 분구되었고,[9] 동촌출장소를 폐지하고 신천4동을 신천3동으로, 신천5동을 신천4동으로 개칭하였다. 구청사를 신천동 764-3번지에서 신천동 291-8번지로 이전하였다. (21행정동 14법정동)

| 대통령령 제9630호 서울특별시은평구등7개구설치및구관할구역조정에관한규정                                 | |
| 구 행정구역 (법정동)                                                                                    | 신 행정구역                                                                                             |
| 동구 신천동 일부·범어동·만촌동·수성동1가·수성동2가·수성동3가·황금동·중동·상동·파동·두산동·지산동·범물동 | 수성구 수성동4가·범어동·만촌동·수성동1가·수성동2가·수성동3가·황금동·중동·상동·파동·두산동·지산동·범물동 |
- 1981년 7월 1일 달성군 공산면 일원, 경산군 안심읍 일원을 편입하여, 대구직할시 동구 승격하였다.[10] 공산출장소 및 안심출장소 설치[11] (2출장소 46법정동)

| 법률 제3424호 대구직할시및인천직할시설치에관한법률                                                                                            | |
| 구 행정구역 | 신 행정구역 |
| 경상북도 경산군 안심읍 매여동·각산동·신서동·동내동·괴전동·숙천동·대림동·동호동·서호동·율암동·상매동·용계동·사복동·금강동·내곡동·율하동·신기동 | 대구직할시 동구 매여동·각산동·신서동·동내동·괴전동·숙천동·대림동·동호동·서호동·율암동·상매동·용계동·사복동·금강동·내곡동·율하동·신기동→안심출장소 |
| 경상북도 달성군 공산면 지묘동·덕곡동·송정동·중대동·신용동·내동·미대동·신무동·백안동·용수동·미곡동·진인동·도학동·능성동·연경동                 | 대구직할시 동구 지묘동·덕곡동·송정동·중대동·신용동·내동·미대동·신무동·백안동·용수동·미곡동·진인동·도학동·능성동·연경동→공산출장소                 |
- 1983년 3월 15일 공산출장소 폐지하였다.
- 1986년 12월 22일 신암동 36-1번지로 구청사 이전하였다.
- 1987년 1월 1일 신암동 일부, 연경동 북구에 편입하였고, 수성구 가천동 일부 동구에 편입하였다.[12]
- 1988년 5월 1일 자치구로 승격하였다.[13]
- 1991년 4월 15일 동구의회 개원하였다.
- 1995년 1월 1일 대구광역시 동구로 개칭하였다.
- 1998년 9월 21일 안심출장소 폐지하였다.
- 2020년 7월 6일 안심3·4동을 안심3동, 안심4동, 혁신동으로 분동하고, 불로봉무동과 지저동 등의 행정 구역을 조정하였다.[14][15][16]